# Vukašin Mićunović
Vukašin Mićunović, črnogorski politik, rezervni generalmajor, * 10. december 1919, † 16. december 2005.

## Življenjepis
Leta 1939 je postal član KPJ. Med vojno je bil politični komisar več enot.
Po vojni je bil med drugim politični komisar Jugoslovanske vojne mornarice in pomočnik načelnika Glavne politične uprave JLA. Po zaključku Višje vojne akademije 1954, kjer je vodil katedro za vojno zgodovino, je bil 1957 preveden v rezervno sestavo v činu generalmajorja. Nato je bil mdr. direktor Borbe in Tanjuga. Ukvarjal se je s publicistiko, književnostjo, esejistiko in filmsko umetnostjo. 